# Domenico Pignatelli di Belmonte
Domenico Pignatelli di Belmonte CRT (ur. 19 listopada 1730 w Neapolu, zm. 3 lutego 1803 w Palermo) – włoski kardynał.

## Życiorys
Urodził się 19 listopada 1730 roku w Neapolu, jako syn Domenica Pignatelli y Americha i Anny Francesci Pinelli Ravaschiero. W młodości wstąpił do zakonu teatynów. 22 września 1753 roku przyjął święcenia kapłańskie. Od 1777 roku był superiorem generalnym zakonu. 25 lutego 1782 roku został biskupem Caserty, a 3 marca przyjął sakrę. W 1802 roku został arcybiskupem Palermo. 9 sierpnia 1802 roku został kreowany kardynałem prezbiterem, jednak nie otrzymał kościoła tytularnego. Zmarł 3 lutego 1803 roku w Palermo.